# 草刈り

スイスでの鎌による草刈りの様子（1910年代）

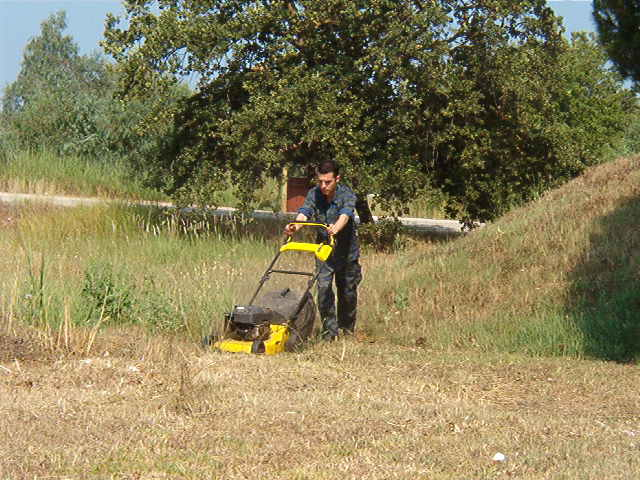
機械を使った草刈りの例

草刈り（くさかり）とは草を刈ること。特に飼料や肥料とするために草を刈り取ること。鎌や草刈り機を使い、まとまった面積の草を根元に近い茎の部分で切り取る作業のことである。刈り取った草を役立てる場合もあれば、切り捨てるのを目的とする場合もあり、後者は雑草取り、草取りともいう。また、根まで引き抜き取り除くことは草ひき、草むしり、除草という。

## 目的
草刈りを目的で分けると、ひとつは草本を牛馬の飼料（まぐさ）や肥料など資源として確保するためである。日本では、特に化学肥料が普及する前の長い時代、草は堆肥の主な原料であった。茅は茅葺屋根の材料にもなった。農民は自らの耕作地周辺だけでなく、入会地で草刈りをしていた。こうした有用性から、採草地を指す「草刈場」は、選挙や企業間競争、国際政治などで争奪戦の対象を意味する比喩表現としても定着している。
もう一つは、草の伸び過ぎた部分や、人間にとって望ましからぬ雑草を除去するためである。農作物や観賞用花卉といった有用植物の生育を助けたり、美観や野道の歩きやすさを確保したり、昆虫や野生動物を隠れにくくして人間居住エリアへの接近を防いだりする効果を期待している。刈り取った草は上記のように肥料などとして有効利用できるが、現代ではごみとして処分が必要になる場合が多い。
東京の荒川土手では1938～1944年、「全日本草刈選手権大会」が開かれていた。雑草取りと肥料確保を農作業の基本をとらえ、「農民魂は先づ草刈から」と謳った記念石碑が水門公園に建っている。
後者の草刈りは、人間が土地を利用する場合のもっとも基本的な管理法の一つであり、遷移の進行を止めるための作業である。日本では更地はほぼ1年で草地と化し、数年間放置すればススキなどが侵入して背丈が2mにも達するようになる。このため、公園や河川の堤防など、空き地状態を維持する必要がある箇所については、年間に1 - 2回の草刈りを行なわなければならない。
日本で最も組織化かつ頻繁に行われている草刈り作業は、水田の畔や土手の草刈り作業である。これは水稲等の生育障害を起こすカメムシの侵入を遮断するという目的のためにも行われるものである。カメムシ注意報により、草刈りの指示が行なわれている期間には、潔癖という表現に相応しい草刈りが集中的に行われる。また、人工林など樹木の生えた下の草を刈る場合も草刈りということもあるが、むしろ下草狩り（したくさがり）というのが普通である。
草刈りは背丈の高い植物の侵入を押さえる効果があるが、それを繰り返すことで既存の植物群落の草丈そのものを抑えることもできる。芝生はその極端なものである。

## 草刈りの方法
草刈りは、重要かつ頻度の高い作業なので、草刈り鎌や刈払機といった器具がある。狭い範囲なら、鎌を使って地道に刈れば済むが、広い範囲であるならば、刈払機が効率的である。
表面に背の高い草が無ければよいだけであれば、刈り取るだけでよいが、畑地のように草そのものの存在を許せない場合には、根まで引き抜く必要がある。
通常は草刈りとは呼ばれないが、除草剤を散布すれば、全てまたは特定の草だけを枯らすさせることができ、能率が上がる。ただし、除草剤の使用が知られると、農作物なら購入者から、公園では住民から忌避の対象になりうる。除草剤が好ましくない場合で、家庭菜園で小規模な場合は、沸騰させた熱湯をまんべんなくかけるだけでも、除草と土壌の殺菌効果が期待できる。
火で焼き払う方法もある。古代より対象地に直接放火して焼き畑や野焼きとして広範囲に実施されてきた他、小規模なところでは製品にもよるが火炎放射器にも似た大型のバーナーで炎を吹き付ける場合もある。乾季には火災のリスクが大きく、逆に湿潤状態ではうまく焼けない作業時期の制約、燃料コストや煤煙の発生等の問題があるが、機械的な除草よりも作業負担が小さく除草後の処分も不要で、雑草の根元付近までダメージを与えて根こそぎや除草剤ほどではないが除草効果の長続きが期待できる。根があまり深くないものであれば、熱湯でも除草できる。
または馬や牛、ヤギなどの家畜を草地に連れ出し、雑草をエサとして食べさせて処理することもある。
高刈り
低い位置で草刈りするとイネ科が繁茂しやすくなるため、10cm程度の高さで草刈りする。これにより、イネ科以外の雑草がイネ科雑草を抑制し、イネ科の草をエサとする害虫のカメムシも抑制する。

## 刈った草の処理
かつては、刈り取った草は家畜の餌や田畑の肥料として広く使用された。水田周辺の草地では、秋から冬に草刈りをして、それを田に鋤き込むなどの作業があった。今日でも九州の阿蘇や九重、多良岳などの大規模なススキ草原は大きな手間をかけて維持管理され、そこで得られるススキは文化財の古民家の屋根の修復や、茶畑の地面に敷き込む資材などとして、高価に取引されている。
一級河川などでは、牧場で使用する敷草や農業用の堆肥などに有効利用する希望者に無償で譲渡する。

## 草刈り時の芳香
草刈りをしたとき独特の芳香がある。これは草本の体内にある揮発性の化合物（芳香化合物）の芳香である。

## 他の生物との関連
規模の大きい草刈りを行っていると、その上空にトンボやツバメなどの鳥が集まることがある。これは草を刈り取ることで追い出された小昆虫を餌とするためと考えられる。
長期的には、定期的に草刈りが行われる土手や堤防は、遷移の進行が抑えられるために背丈が低く、小柄な草花の生育に都合がよい。アマナやツルボ、あるいは秋の七草に並ぶような植物はこれに依存している面があり、定期的な管理が滞るようになると減少する。